# Діана Бурбон
Діана Бурбон (при народженні Рут Хант; 28 серпня 1900 — 19 березня 1978) — американська актриса, журналістка, продюсерка, режисерка і письменниця. Писала для The New York Times з 1923 по 1927 рік.

## Ранні роки життя
Діана Бурбон народилася у Нью-Йорку, дочка Джона Уеслі Ханта та Мері Еллен Хант. Її батько був редактором газети. Вона вивчала балет, здобула освіту в Парижі та в Оксфордському університеті. Будучи молодою жінкою у Першу світову війну, вона водила машину швидкої допомоги та працювала в їдальні.

## Кар'єра
Бурбон почала свою кар'єру як театральна актриса, з'явившись в одному бродвейському шоу в оригінальному акторському складі «Вірності» Джона Голсуорсі (1922–1923). Вона також знялася в «Танкред» Едіт Міллбенк у Лондоні в 1923 році. Пізніше вона повернулася на сцену в Лос-Анджелесі у фільмі «Музика на відстані» (1960).
Бурбон писала статті для The New York Times з 1922 по 1927 рік, як правило, на культурні теми, коли вона перебувала в Лондоні та Парижі, наприклад, інтерв’ю 1924 року з Еммою Гольдман у вигнанні, інтерв’ю 1924 року з Амелітою Галлі-Курчі про фемінізм та інтерв’ю 1926 року з Г. Г. Уеллсом, в якому він міркує про майбутнє століття. Вона також писала для Cosmopolitan і Harper's Bazaar.
Бурбон була сценаристкою, продюсеркою і режисеркою на радіо, включаючи «Голлівудський готель Бернса та Аллена», ігрове шоу «Подвійне або нічого» (1940–1954), драматургічну антологію «Кемпбелл Плейхаус» (1940), комедію «Шоу Джуді Канови» (1943–1943), «Клуб п’ятнадцять» (1947–1953) та мильні опери «Бренда Кертіс» (1939–1940) і «Життя починається» (1940). Вона також записувалася на радіо в The Vanishing Lady (1957).
Для екрану вона була співавтором сценарію «Народжені таким чином» (1936) і оповідань, адаптованих як «Атлантична пригода» (1935) та «Роумінг-леді» (1936). У неї було три телевізійні акторські ролі в епізодах серіалів «Трилер» (1961), «Втікач» (1963) та «Місія нездійсненна» (1968).

## Особисте життя
У 1928 Бурбон вийшла заміж за англійського письменника і редактора К. Нормана Хілсона; згодом вони розлучилися. Вона померла в 1978 році у віці 77 років в Лос-Анджелесі.